# San Antero
San Antero là một khu tự quản thuộc tỉnh Córdoba, Colombia. Thủ phủ của khu tự quản San Antero đóng tại San Antero Khu tự quản San Antero có diện tích 205 ki lô mét vuông. Đến thời điểm ngày 28 tháng 5 năm 2005, khu tự quản San Antero có dân số 17669 người.